# Denniz Pop
Dag Krister Volle (Tullinge, 26 de abril de 1963-Solna, 30 de agosto de 1998), más conocido por su artístico nombre Denniz Pop (estilizado Denniz PoP), fue un DJ, productor discográfico y compositor sueco, fundador de Cheiron Studios.

## Biografía
Nació el 1963 en Estocolmo, hijo de los inmigrantes noruegos VoJarl Gregar Volle and Anna Volle (née Innstøy).
Comenzó como DJ en la década de 1980, comenzó a producir discos remix y luego lanzamientos originales, produciendo el sencillo de Dr. Alban, "Hello Afrika" en 1990. 
Con Tom Talomaa, fundó Cheiron Studios en Kungsholmen en Estocolmo en 1991, y al año siguiente contrató a Max Martin (Martin Sandberg) al estudio. En los años siguientes, produjo y escribió canciones para varios artistas suecos y extranjeros, incluyendo Ace of Base, Backstreet Boys, Britney Spears, N'Sync, E-Type, Rick Astley, Robyn y Five.
En una entrevista, Volle dijo que tomó el nombre "Denniz" de un cómic y luego le agregó "pop".
En 1998, Dag murió de cáncer de estómago a los 35 años, dejando a su novia Jessica Folcker y un hijo de 11 años. El vídeo de Backstreet Boys, «Show Me The Meaning Of Being Lonely» fue dedicado a él. El álbum de E-Type Last Man Standing conmemora a Dag como un canto fúnebre, la última canción PoP Preludium, y Britney Spears dedicó su premio por mejor canción en los MTV Europe Music Awards de 1999.
Los premios Denniz Pop fueron creados en 2013 por exmiembros de Cheiron Studios para ayudar a distinguir a los compositores, productores y artistas escandinavos. Ganadores notables incluyen a Swedish House Mafia y Avicii. Cheiron se convirtió en el comienzo de una ola sueca de productores y compositores exitosos, destacando a la estrella Max Martin. Otros productores destacados que formaron parte de Cheiron incluyen a Rami Yacoub, Kristian Lundin, Per Magnusson, Jörgen Elofsson y Andreas Carlsson.